# Ooguri-Vafa-Metrik
Die Ooguri-Vafa-Metrik ist im mathematischen Teilgebiet der Differentialgeometrie eine vierdimensionale Hyperkählermetrik. Benannt ist die Ooguri-Vafa-Metrik nach Hirosi Ooguri und Cumrun Vafa, welche diese im Jahr 1996 erstmals  mithilfe des Gibbons-Hawking-Ansatzes beschrieben haben. Eine andere Konstruktion wurde von Davide Gaiotto, Gregory W. Moore und Andrew Neitzke im Jahr 2008 angegeben.

## Definition
Die Ooguri-Vafa-Metrik ist definiert auf den vierdimensionalen Totalräumen von U(1)-Hauptfaserbündeln über offenen Teilmengen des dreidimensionalen euklidischen Raumes {\displaystyle \mathbb {R} ^{3}}. Insbesondere für den ganzen Raum ergibt sich {\displaystyle \mathbb {R} ^{3}\times S^{1}}.
Definiere den eliptischen Faser {\displaystyle \tau (z)={\frac {1}{2\pi i}}\log(z)} mit {\displaystyle \tau _{1}=\operatorname {Re} (\tau (z))} und {\displaystyle \tau _{2}=\operatorname {Im} (\tau (z))} und sei {\displaystyle \lambda } die String-Kopplungskonstante. Weiter definiere die skalierte Ortskoordinate 
{\displaystyle \mathbf {y} =\left(x,{\frac {z}{\lambda }},{\frac {\bar {z}}{\lambda }}\right)}.
Die Metrik hat bei Ooguri und Vafa die Form
{\displaystyle ds^{2}=\lambda ^{2}[V^{-1}(dt-\mathbf {A} \cdot d\mathbf {y} )^{2}+Vd\mathbf {y} ^{2}]}
wobei {\displaystyle \mathbf {A} =(A_{x},A_{z},A_{\bar {z}})} und
{\displaystyle A_{x}=-\tau _{1}={\frac {i}{4\pi }}\log \left({\frac {z}{\bar {z}}}\right),\quad A_{z}=0,\quad A_{\bar {z}}=0}
und {\displaystyle V} ein Potential ist, welches ausgehend von der Form {\displaystyle V=\tau _{2}={\frac {1}{4\pi }}\log \left({\frac {1}{z{\bar {z}}}}\right)} modifiziert wird. {\displaystyle V} kann man sich als elektromagnetisches Skalarpotential für eine Sammlung von Ladungen in 3-Dimensionen vorstellen.

### Anforderungen an das Potential
An das Potential {\displaystyle V} gibt es 5 Anforderungen:
- {\displaystyle V} soll eine Funktion von nur {\displaystyle x} und {\displaystyle |z|} sein, also {\displaystyle V(x,|z|)} für {\displaystyle |z|={\sqrt {z{\bar {z}}}}}.
- Damit die Metrik eine Hyperkählermetrik ist, müssen die folgenden Bedingungen erfüllt sein

{\displaystyle V^{-1}\Delta V=0,\quad {\text{und}}\quad \nabla V=\nabla \times \mathbf {A} }
wobei der Differentialoperator {\displaystyle \Delta } wie folgt definiert ist
{\displaystyle \Delta :=\partial _{x}^{2}+4\lambda ^{2}\partial _{z}{\bar {\partial }}_{\bar {z}}.}
- Wenn {\displaystyle |z|\to \infty } dann erhält man das klassische oben definierte Potential

{\displaystyle V(x,|z|)\to {\frac {1}{4\pi }}\log \left({\frac {1}{z{\bar {z}}}}\right)}
- Die Metrik soll periodisch, aber nicht translationsinvariant, in der {\displaystyle x}-Richtung mit Periode {\displaystyle 1} sein, das heisst {\displaystyle V(x,|z|)=V(x+1,|z|)}.
- Die Singularitäten von {\displaystyle V} können durch eine geeignete Koordinatentransformation entfernt werden können.

Es existiert eine eindeutige Lösung, welche all diese Bedingungen erfüllt
{\displaystyle V(x,|z|)={\frac {1}{4\pi }}\sum \limits _{n=-\infty }^{\infty }\left({\frac {1}{\sqrt {(x-n)^{2}+z{\bar {z}}/\lambda ^{2}}}}-{\frac {1}{|n|}}\right)+C}
für eine Konstante {\displaystyle C}. Durch die Poissonsche Summenformel ergibt sich
{\displaystyle V(x,|z|)={\frac {1}{4\pi }}\log \left({\frac {\mu ^{2}}{z{\bar {z}}}}\right)+\sum \limits _{m\neq 0}{\frac {1}{2\pi }}e^{2\pi imx}K_{0}\left(2\pi {\frac {|mz|}{\lambda }}\right)}
wobei {\displaystyle \mu } eine Konstante ist und {\displaystyle K_{0}} die modifizierte Besselfunktion.